# Urschenheim
Urschenheim is een gemeente in het Franse departement Haut-Rhin in de regio Grand Est en telt 639 inwoners (1999).

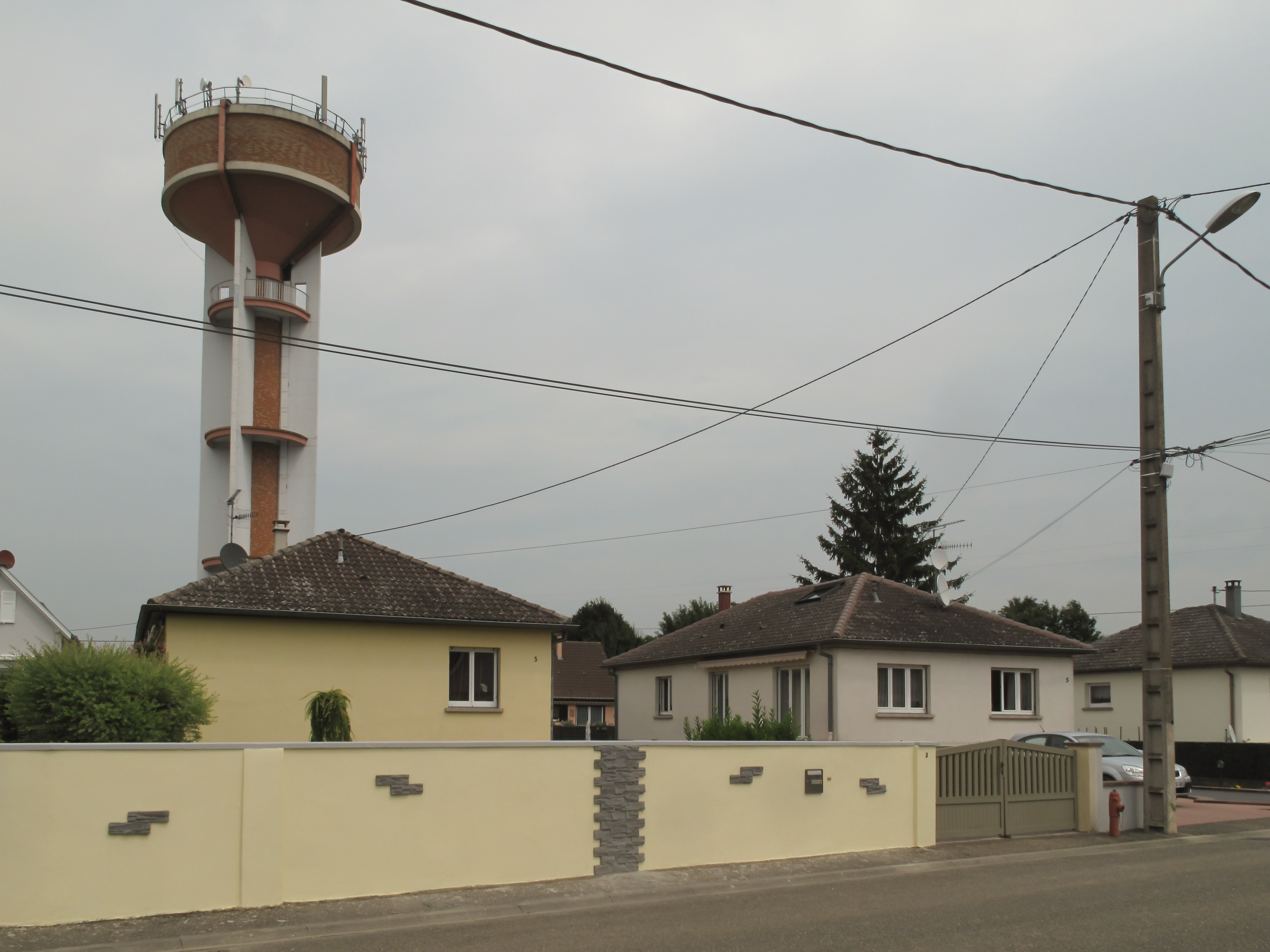
Urschenheim, watertoren in straatzicht

## Geschiedenis
Urschenheim maakte deel uit van het arrondissement Colmar tot dit op op 1 januari 2015 fuseerde met het arrondissement Ribeauvillé tot het arrondissement Colmar-Ribeauvillé.
De gemeente maakte deel uit van het kanton Andolsheim tot dit op 22 maart 2015 werd opgeheven en Urschenheim werd opgenomen in het kanton Ensisheim.

## Geografie
De oppervlakte van Urschenheim bedraagt 6,4 km², de bevolkingsdichtheid is 99,8 inwoners per km².
De onderstaande kaart toont de ligging van Urschenheim met de belangrijkste infrastructuur en aangrenzende gemeenten.

## Demografie
Onderstaande figuur toont het verloop van het inwonertal (bron: INSEE-tellingen).